# Grand Prix automobile de Hongrie 2016
Vous lisez un « article de qualité » labellisé en 2016.
GP précédent GP suivant
Le Grand Prix automobile de Hongrie 2016 (Formula 1 Magyar Nagydíj 2016), disputé le 24 juillet 2016 sur le Hungaroring à Budapest, est la 946e épreuve du championnat du monde de Formule 1 courue depuis 1950. Il s'agit depuis 1986 de la trente-et-unième édition du Grand Prix de Hongrie comptant pour le championnat du monde de Formule 1, et de la onzième manche du championnat 2016.
À l'issue d'une séance de qualifications démarrée sous une violente averse, ponctuée par quatre interruptions au drapeau rouge en Q1, longue de plus de deux heures, et où les pilotes sont progressivement passés des pneus pluies aux gommes super tendres, Nico Rosberg réalise la vingt-sixième pole position de sa carrière, sa quatrième de la saison. Il bénéficie pour cela de circonstances particulières. Sur piste sèche, en fin de Q3, Lewis Hamilton doit relâcher son effort lorsque Fernando Alonso part en tête-à-queue devant lui, ce qui l'empêche d'améliorer la performance qui l'avait installé en tête lors de sa première tentative. Plus avant en piste, Rosberg peut ainsi battre son coéquipier de 143 millièmes de secondes. Derrière les Flèches d'Argent, les Red Bull Racing se montrent, à nouveau, meilleures que les Ferrari, Daniel Ricciardo précédant Max Verstappen en deuxième ligne. La troisième ligne est occupée par Sebastian Vettel et Carlos Sainz Jr., la quatrième par les McLaren-Honda de Fernando Alonso et Jenson Button. Kimi Räikkönen, piégé en Q2, s'élance de la quatorzième place.
Pour la première fois après onze courses, Lewis Hamilton prend la tête du championnat du monde des pilotes, grâce à sa troisième victoire consécutive. Auteur d'un meilleur départ que Nico Rosberg et en tête à la sortie du premier virage, le Britannique mène l'épreuve à sa main et ne laisse jamais son coéquipier en position de le dépasser, même lorsqu'il se rapproche. Hamilton enregistre son cinquième succès sur le Hungaroring depuis 2007 et Mercedes Grand Prix obtient le trente-et-unième doublé de son histoire. Daniel Ricciardo résiste jusqu'au bout à Sebastian Vettel pour monter sur la troisième marche du podium. De façon beaucoup plus vigoureuse, Max Verstappen empêche Kimi Räikkönen de le dépasser pour conserver la cinquième position. Le pilote finlandais, auteur du meilleur tour dans sa cinquante-deuxième boucle, déclare : « J'en ai vu être pénalisés pour moins que ça. » Tous les autres pilotes dans les points se classent à un tour du vainqueur ; Fernando Alonso, septième, est suivi de Carlos Sainz Jr., Valtteri Bottas et Nico Hülkenberg. Vingt-et-un pilotes franchissent la ligne d'arrivée, seul Jenson Button abandonne à dix tours de la fin.
En portant son total à 192 points, Hamilton ravit la tête du championnat à Rosberg (186 points). Ricciardo s'empare de la troisième place (115 points) devant Räikkönen (114 points). Vettel (110 points) reste cinquième avec 10 points d'avance sur Max Verstappen (100 points) ; suivent Bottas (56 points), Pérez (47 points) et Massa (38 points). Mercedes, avec 378 points, mène le championnat devant Ferrari (224 points) et Red Bull Racing (223 points) ; suivent Williams (94 points) et Force India (74 points) qui précèdent Scuderia Toro Rosso (45 points), McLaren (38 points), Haas (28 points), Renault (6 points) et Manor (1 point).

## Contexte avant le Grand Prix

### Situation des pilotes

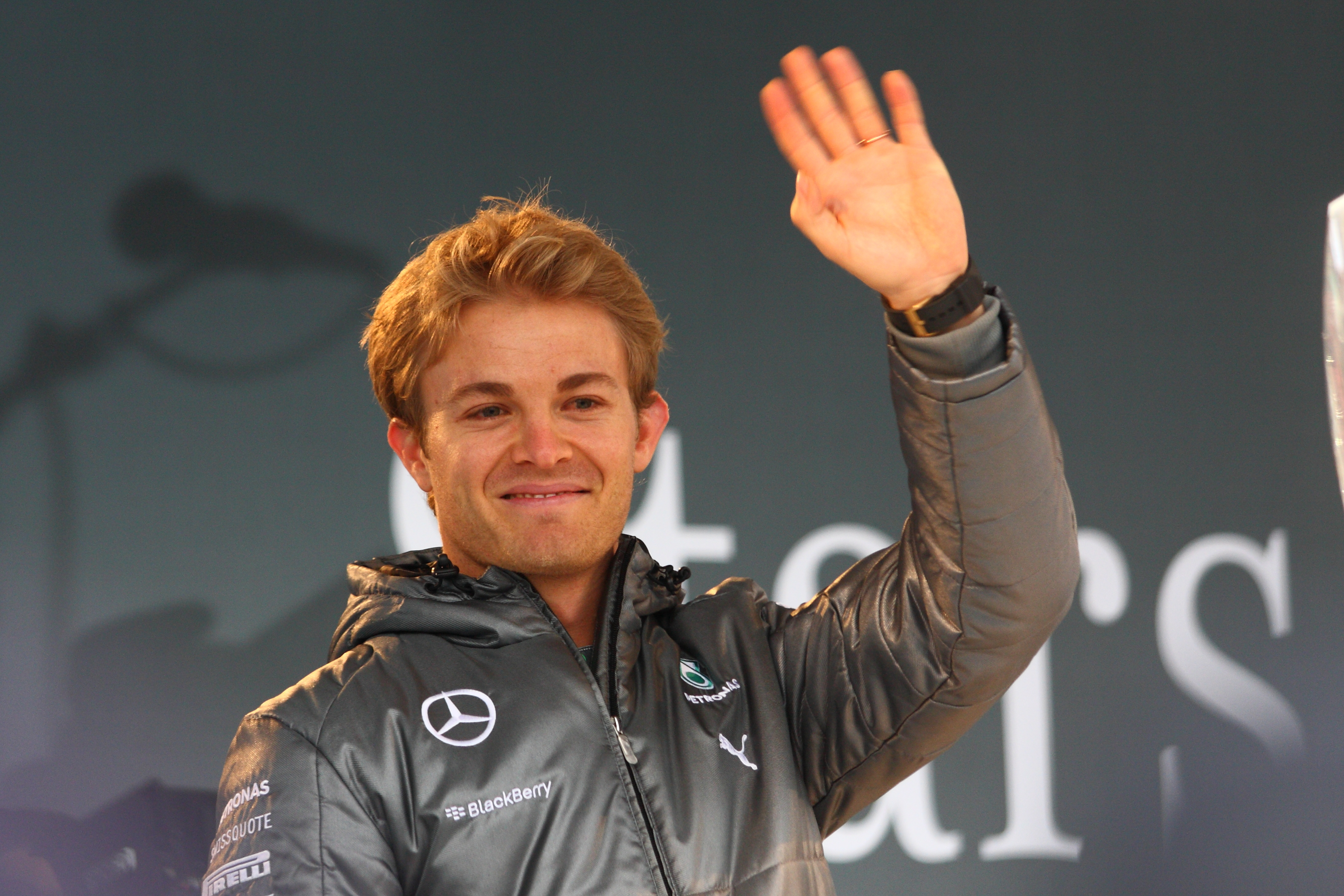
Tout comme Lewis Hamilton, Nico Rosberg a prolongé son contrat le liant à Mercedes jusqu'à 2018.

Peu avant les premiers essais libres du Grand Prix de Hongrie, Mercedes Grand Prix annonce, via les réseaux sociaux, la prolongation du contrat de Nico Rosberg (présent dans l'écurie depuis sa création en 2010) jusqu'à la fin de la saison 2018. Si cette reconduction était plus ou moins révélée depuis le Grand Prix d'Autriche, les négociations finales portaient sur la durée du contrat : Mercedes ne souhaitait s'engager que pour une année contre deux pour Rosberg et l'ancien pilote Gerhard Berger, qui menait les discussions pour l'Allemand,.
Le Grand Prix de Hongrie, qui marque la mi-saison, est contractuellement le dernier du pilote Manor Rio Haryanto. Soutenu par le gouvernement indonésien, il n'est assuré de disputer que les onze premières manches du championnat, ses commanditaires n'ayant pas encore versé les sept millions d'euros lui permettant de participer au reste du championnat. Si l'Indonésien espère terminer la saison, son agent, Piers Hunnisett, qui s'inquiète de son avenir proche, dit travailler avec des sponsors potentiels pour financer son baquet. Jordan King, pilote de développement de Manor, le fils de Justin King, l'un des dirigeants de l'écurie, se dit prêt à remplacer Haryanto dès la prochaine course. Toutefois, Dave Ryan, le directeur de l'écurie, satisfait des performances de l'Indonésien qui domine parfois Pascal Wehrlein en qualifications, espère le conserver.

### Situation des écuries

#### Un nouveau directeur pour Manor
La veille du Grand Prix, Manor Racing annonce le recrutement de Thomas Mayer, ex-chef des opérations de Renault F1 Team, qui devient directeur exécutif de l'écurie britannique à compter du 1er août. Celui-ci doit épauler Stephen Fitzpatrick, le propriétaire de Manor, dans sa gestion de l'équipe. Dans un communiqué, il annonce : « Nous sommes dans une période de croissance et de développement pour Manor Racing. Nous faisons tout pour que l'équipe soit de retour, au sens figuré et au sens littéral, et les points récemment marqués au Grand Prix d'Autriche montrent que nous progressons. Thomas va rassembler les gens et nous aider à être clairement concentrés pour accélérer les progrès. Il apporte une grande expérience du monde de la Formule 1, tout comme d'excellentes connaissances techniques, et il partage notre passion pour réussir et notre esprit de challenger. Je suis ravi qu'il ait accepté de rejoindre l'équipe pour mener notre stratégie à long terme ». Mayer déclare en outre qu'il souhaite « faire du nom Manor Racing un synonyme d'une approche atypique et innovante pour atteindre la performance »,.

#### Réunion de crise à la Scuderia Ferrari

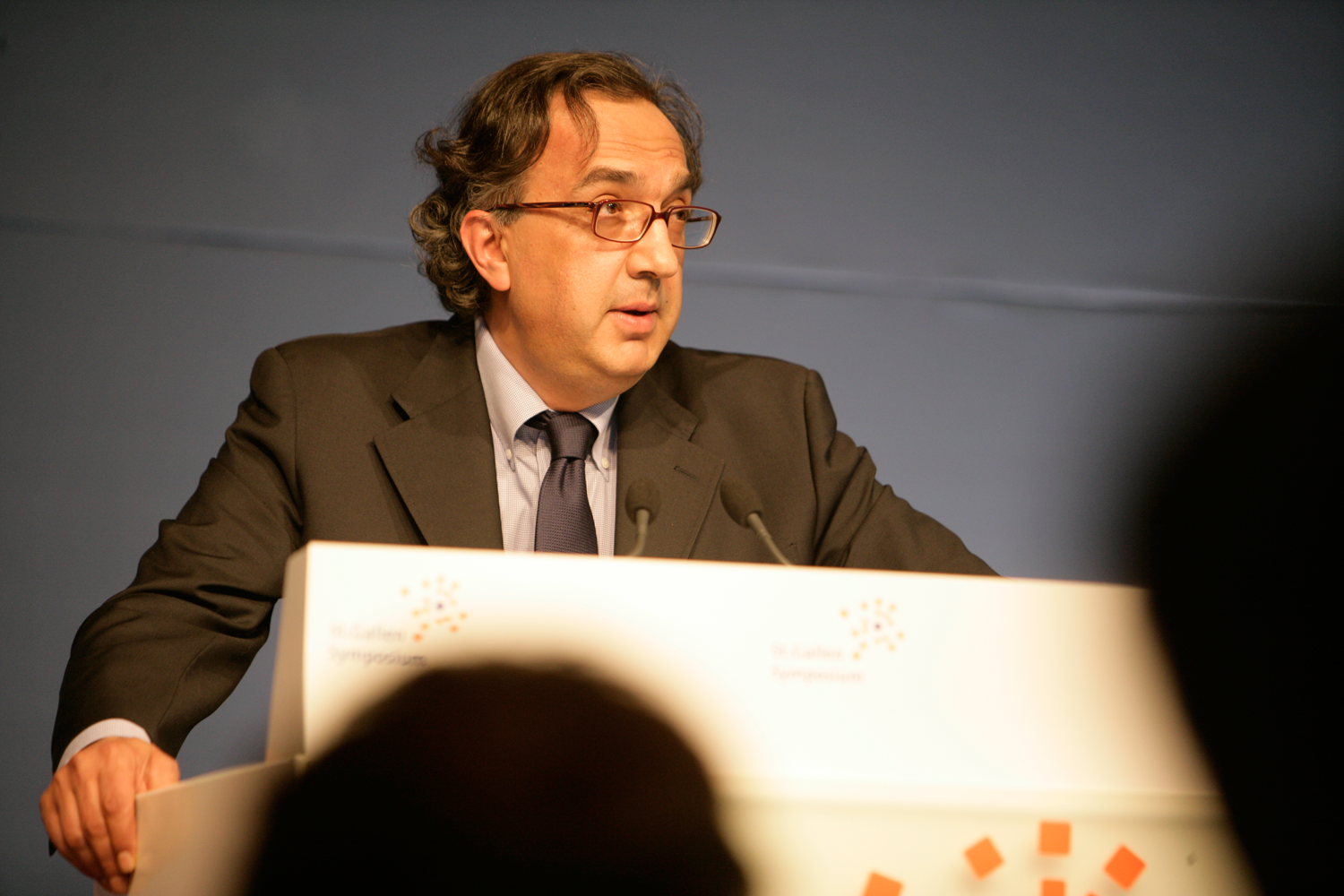
Sergio Marchionne s'inquiète des performances de la Scuderia Ferrari, qui, contrairement à ce qu'elle avait annoncé, ne peut lutter avec Mercedes.

Après une première moitié de saison décevante lors de laquelle la Scuderia Ferrari ne s'est pas montrée en mesure de concurrencer Mercedes Grand Prix et est menacée par Red Bull Racing pour la deuxième place du championnat du monde des constructeurs, son président, Sergio Marchionne, s'est rendu à l'usine de Maranello pour tenter d'apporter des solutions afin d'améliorer la compétitivité de l'écurie pour le reste du championnat. Marchionne a tenu une série de réunions avec les départements châssis et aérodynamique de Ferrari pour savoir si le personnel croit en les capacités de développement de la Ferrari SF16-H. Ces réunions pourraient déboucher sur une restructuration de l'écurie italienne.
En effet, Maurizio Arrivabene, le directeur sportif de l'écurie, annonce qu'un échec au Grand Prix de Hongrie sonnera le glas de ses chances de titres cette saison et que des solutions doivent être trouvées pour résoudre les problèmes d'équilibre et de boîte de vitesses de la monoplace. Selon la presse italienne, Marchionne envisage de se séparer d'Arrivabene si les résultats de Ferrari ne s'améliorent pas. De plus, le directeur technique, James Allison, veuf depuis quelques semaines, est en passe de quitter l'écurie afin de se rapprocher de ses enfants en Angleterre où il rejoindrait Renault F1 Team. L'ingénieur britannique serait remplacé par James Key, le directeur technique de la Scuderia Toro Rosso ou par Ross Brawn, qui, à ce poste entre 1997 et 2006, deviendrait conseiller de Marchionne. À la retraite depuis 2013, Brawn refuse cette proposition bien que Ferrari ait accepté qu'il ne rende sur aucune course,.

#### Sauber rachetée par Longbow Finance
Deux jours avant la tenue du Grand Prix de Hongrie, l'écurie Sauber, en graves difficultés financières depuis plusieurs années et en négociations avec un éventuel repreneur depuis plusieurs mois, annonce son rachat par le groupe d'investissements suisse Longbow Finance dirigé par Pascal Picci. Ce dernier remplace Peter Sauber, le fondateur de l'écurie, à la présidence du conseil d'administration. Monisha Kaltenborn conserve son poste de directrice d'écurie et annonce que le nom de l'équipe reste inchangé. Peter Sauber se dit « heureux que mon courageux investissement fait il y a six ans avec l'intention d'assurer la base à Hinwil et la place en Formule 1, s'avère bon » tandis que Pascal Picci déclare : « En tant qu'entreprise suisse, nous sommes très heureux d'avoir assuré l'avenir d'une présence suisse dans une industrie très spécialisée et innovante ». Kaltenborn annonce que Sauber va se développer pour s'étendre dans d'autres domaines industriels et de commercialiser ses services. Longbow Finance serait détenu par des investisseurs suédois qui soutiennent la carrière de Marcus Ericsson, l'un des pilotes de Sauber, dont le groupe Tetra Pak qui payait l'ensemble des salaires du personnel depuis plusieurs mois,,.

### Conflit entre les circuits d'Imola et de Monza pour la tenue du Grand Prix d'Italie

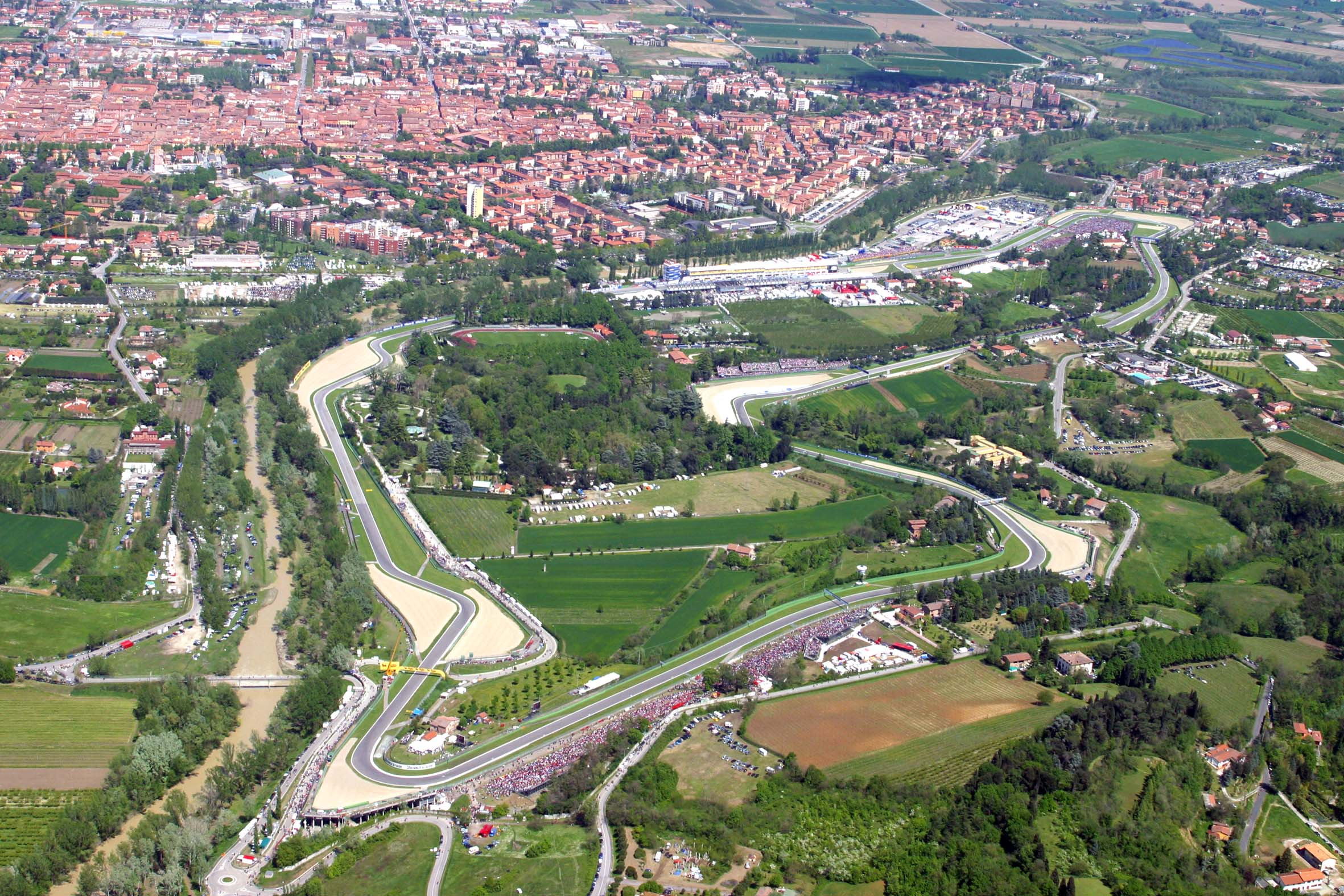
Le circuit d'Imola souhaite accueillir le Grand Prix d'Italie dès 2017 après avoir organisé le Grand Prix de Saint-Marin entre 1981 et 2006.

Peu avant le Grand Prix de Hongrie, les promoteurs de l'Autodromo Enzo e Dino Ferrari, qui a accueilli le Grand Prix de Saint-Marin entre 1981 et 2006, annoncent avoir signé avec la Formula One Management un accord pour la tenue du Grand Prix d'Italie à partir de 2017. Le circuit, situé à Imola, bénéficie du soutien financier de la région d'Émilie-Romagne. Uberto Selvatico Estense, le président de Formula Imola, responsable du circuit, annonce qu'il a désormais besoin du soutien de l'Automobile Club d'Italie, détenteur de l'appellation Gran Premio d'Italia, pour l'organisation de l'épreuve.
Cependant Sticchi Damiani, président de l'Automobile Club d'Italie, soutient l'Autodromo Nazionale di Monza, qui organise le Grand Prix d'Italie depuis 1950, et ne donne pas son accord au projet d'Imola. De plus, Fabrizio Sala, le vice-président de la région Lombardie, qui soutient Monza à hauteur de 5 millions d'euros par an, déclare qu'une nouvelle proposition sera soumise à Bernie Ecclestone.
En conséquence, Formula Imola décide de saisir la cour administrative de la région du Latium pour régler le conflit, arguant qu'elle possède un accord avec la FOM, contrairement au circuit de Monza.

### Restrictions des messages radios et des limites de la pistes revues par la FIA
À la suite de la polémique concernant les restrictions liées aux messages radios lors du Grand Prix de Grande-Bretagne ayant conduit à la pénalisation de Nico Rosberg à l'issue de la course et à son déclassement, la FIA clarifie la réglementation. Désormais, si un pilote est averti par son stand d'une défaillance sur sa monoplace grâce à la télémétrie, il doit recevoir une instruction lui enjoignant de passer par les stands pour effectuer les réparations nécessaires. Cette procédure, qui fait perdre beaucoup de temps au pilote, doit ainsi décourager les écuries, qui ne peuvent pas en profiter pour améliorer les performances de leur voiture, de faire passer un message caché sur un problème potentiel. Ainsi, la FIA autorise l'émission de messages radio depuis la voie des stands, où seront réparées les monoplaces qui en auront besoin.
Le Grand Prix de Hongrie est aussi l'occasion pour la FIA de mettre en place un contrôle électronique des limites de la piste sur le Hungaroring dont le revêtement a été nouvellement asphalté et dont les vibreurs en forme de boudin des virages no 6 et no 7 ainsi que les doubles vibreurs des virages no 4 et no 11 ont été changés. Des capteurs contrôlent si les quatre roues des monoplaces dépassent ensemble ou non les lignes blanches du tracé. Dans une note envoyée aux écuries, Charlie Whiting, le directeur de course, informe que des boucles ont été installées à 1,60 m du bord de la piste pour alerter les commissaires que les pilotes sont sortis de la piste aux virages no 4 et no 11.

### Nouvelles critiques concernant le Halo

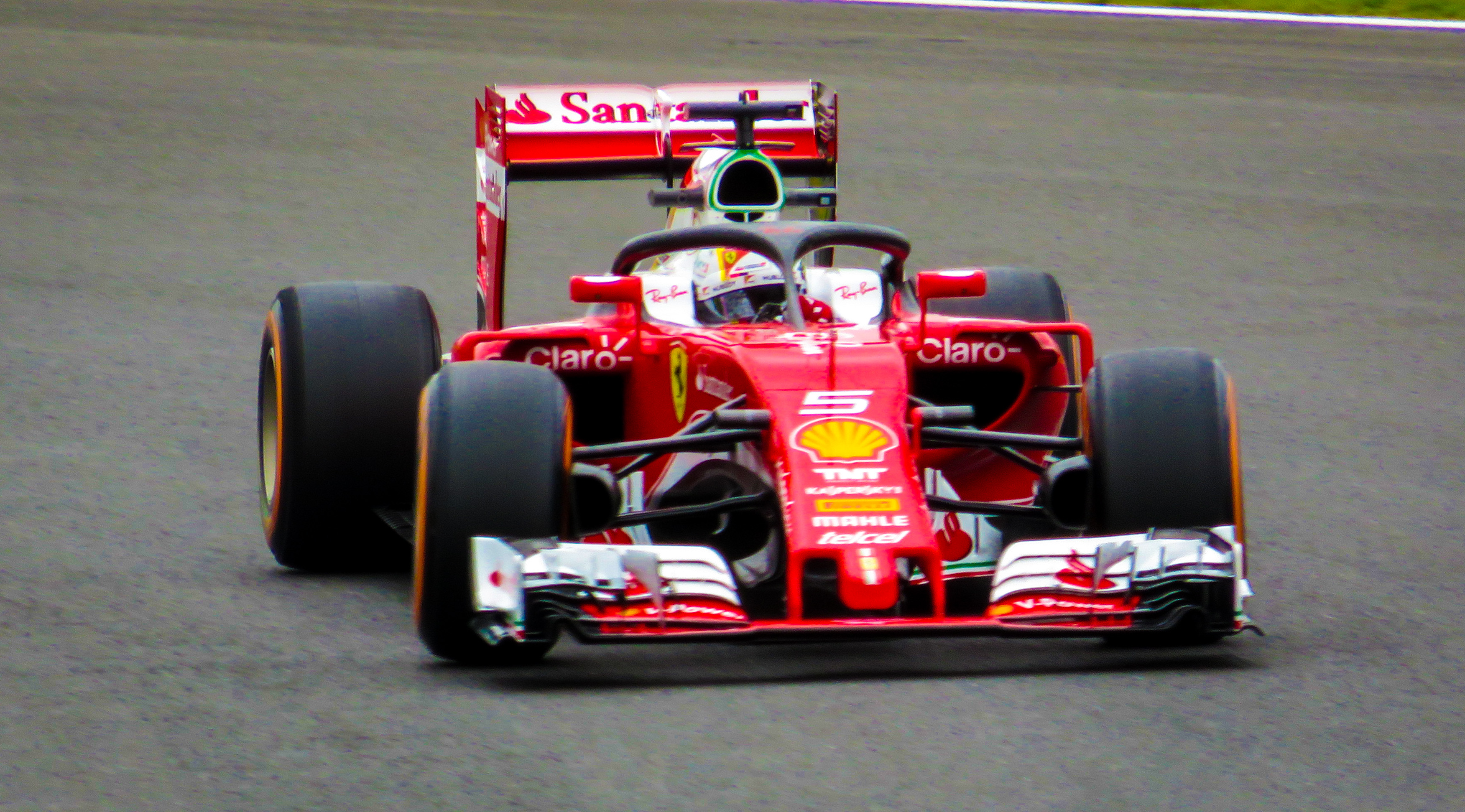
Très controversé depuis ses origines, le Halo ne fait pas l'unanimité auprès des écuries et son introduction est repoussée à 2018.

Après l'essai de la seconde version du Halo par Sebastian Vettel (Ferrari) et Pierre Gasly (Red Bull) en vue de son introduction en 2017, nombreuses sont les critiques à l'égard de ce dispositif. Christian Horner, le directeur de l'écurie autrichienne, estime que c'est une « solution inélégante » à la protection de la tête des pilotes et demande du temps pour améliorer ce système. Il annonce qu'il ne votera pas pour l'introduction du Halo pour 2017 lors de la réunion des écuries prévues fin juillet. Cela compromet son installation la saison suivante puisqu'un vote à l'unanimité est requis, contre une simple majorité pour son introduction en 2018.
Günther Steiner, le directeur de Haas F1 Team, juge également que le Halo pose un problème de visibilité et n'est pas une protection optimale tandis que Bob Fernley, le directeur de Force India, considère qu'il n'y a pas eu suffisamment d'essais effectués avec le Halo pour être sûr qu'il ne posera pas de problèmes aux pilotes,.

### Précisions quant aux tests des pneumatiques Pirelli utilisés en 2017
Le manufacturier unique Pirelli dévoile le calendrier des essais des pneumatiques utilisés en 2017 qui sont testés par Mercedes Grand Prix, Red Bull Racing et la Scuderia Ferrari. Ces écuries, qui fournissent pour l'occasion des monoplaces de la saison 2015 adaptées avec des charges aérodynamiques capables de simuler les niveaux d'appui pour 2017, participent à dix sessions de vingt-quatre journées d'essais organisées entre août et novembre 2016 sur les circuits de Fiorano, du Mugello, de Barcelone, du Castellet et de Yas Marina.
Pour Pat Symonds, le directeur technique de Williams, ces écuries « tireront un avantage énorme » de ces essais notamment en ce qui concerne le choix des allocations pneumatiques pour les premiers Grands Prix de la saison 2017 qui aura lieu avant le début des essais hivernaux. En effet, les écuries devront choisir leurs gommes sans les avoir testées auparavant.
Mario Isola, l'un des cadres de Pirelli, tente d'apaiser ces craintes en affirmant que les écuries non concernées par ces essais recevront des rapports détaillés comprenant les ressentis des pilotes et les analyses du manufacturier italien. Isola précise que Mercedes, Red Bull et Ferrari testeront les pneumatiques à l'aveugle et que seul Pirelli, qui prépare les plans de roulage, connaît la composition de ces gommes.
Paul Hembery, le directeur de Pirelli Motorsports, souhaite que les essais hivernaux de 2017 soient organisés au Moyen-Orient où les températures sont plus représentatives des conditions climatiques observées lors des Grands Prix.

### Pneus disponibles
| Pneus pour piste sèche | Pneus pour piste sèche | Pneus pour piste sèche | Pneus pluie    | Pneus pluie |
| ---------------------- | ---------------------- | ---------------------- | -------------- | ----------- |
| Super tendres          | Tendres                | Medium                 | Intermédiaires | Pluie       |

Mi-mai, Pirelli annonce ses choix de gommes pour le Grand Prix de Hongrie. Le manufacturier italien met à disposition des pilotes les pneus medium, tendres et super-tendres, à l'instar de la plupart des autres manches du championnat. Chaque pilote doit garder un train de pneus super-tendres pour la Q3 et un train de pneus medium et un de tendres pour la course.
Peu avant le Grand Prix, Pirelli révèle les sélections de pneus effectuées par les pilotes qui peuvent choisir dix trains en plus de ceux imposés par le manufacturier italien. Chacun d'entre eux ne prend qu'un train de gommes médiums (sauf Nico Hülkenberg, Sergio Pérez et Esteban Gutiérrez, qui en prennent deux), quatre à cinq trains de pneus médiums (sauf Sebastian Vettel, Kimi Räikkönen et Gutiérrez qui en ont trois) et sept à huit trains de gommes super-tendres contre neuf pour Ferrari. Romain Grosjean et Esteban Gutiérrez (Haas) sont les seuls équipiers à adopter des choix différents.

### Dernières évolutions des monoplaces
Plusieurs écuries apportent de nouvelles pièces à leurs monoplaces pour l'épreuve hongroise.
Mercedes Grand Prix apporte de nouveaux éléments de carrosserie à sa Mercedes AMG F1 W07 Hybrid pour répondre aux caractéristiques du Hungaroring où la chaleur malmène les moteurs. Ainsi, l'écurie allemande a augmenté la surface des grilles d'aération placées sur les côtés du cockpit pour accroître le refroidissement du groupe motopropulseur. Afin de réduire l'impact aérodynamique négatif qui découle de cet ajustement, la W07 Hybrid est équipée de huit volets (au lieu de deux) sur ses grilles latérales rehaussées, ce qui permet l'écoulement de l'air chaud sous les pontons de la monoplace.
La Scuderia Ferrari a ajouté un aileron supplémentaire, qui se prolonge à la hauteur des pneus arrière, au fond plat de sa SF16-H. L'ailette la plus basse, dont le bord de fuite possède une encoche, est allongée pour améliorer l'efficacité du diffuseur ; il s'agit de corriger les perturbations du flux d'air occasionnées par la déformation des suspensions et des pneus arrière dans cette région. La SF16-H dispose également d'un nouveau monkey-seat (appendice aérodynamique situé à l'arrière de la monoplace), de forme conique jusqu'aux dérives latérales, afin d'améliorer l'efficacité du diffuseur et de l'aileron arrière,.
Afin d'améliorer l'appui de sa RB12, Red Bull Racing a incorporé des arêtes aux faces latérales de l'aileron arrière ainsi qu'un monkey-seat, utilisé seulement au Grand Prix de Russie. D'abord testé par Max Verstappen lors des essais libres, cette solution a été retenue pour le reste du weekend de course, y compris par Daniel Ricciardo dont la monoplace était équipée de stries sur les plaques d'extrémité de l'aileron arrière pendant les essais,.
Fernando Alonso bénéficie en Hongrie d'un nouvel aileron avant sur sa McLaren MP4-31. L’extrémité intérieure de celui-ci est divisée en deux parties afin de générer des effets sur le vortex Y250. Les écopes de frein ont également été modifiées ; la prise d'air a ainsi été réduite en taille pour ne pas perturber l'écoulement de l'air, tout en faisant en sorte que la capacité de freinage ne soit pas altérée,.
La Scuderia Toro Rosso installe sur sa STR11 un nouveau capot moteur, testé lors des essais de Silverstone. Ce capot dispose d'entrées d'air situées à côté de la prise d'air principale du moteur, afin de refroidir l'ERS, placé derrière le bloc Ferrari. Les grilles d'aération latérales ont en outre été agrandies ; la première ailette épouse le bord de la carrosserie de la monoplace tandis que les autres sont enfoncées, l'objectif étant d'amélioration la circulation de l'air à l'intérieur des pontons et l'écoulement de celui-ci au-dessus des pontons. Enfin, les sorties d'air chaud à l'arrière de la STR11 ont été agrandies.
Williams F1 Team, dont les évolutions amenées à la FW38 n'apportent aucun avantage, décide de revenir à d'anciennes spécifications. Ainsi, l'écurie britannique équipe sa monoplace de l'aileron avant utilisé en début de championnat ainsi que d'un nez long, celui-ci ayant été raccourci à partir du Grand Prix de Bahreïn. Les déflecteurs introduits en Russie ont également été remplacés par ceux utilisés en début de saison. Valtteri Bottas a toutefois bénéficié d'un nouveau fond plat, disposant d'une encoche en moins à l'arrière et de trois fentes en L à l'avant, auxquelles s'ajoutent des arêtes. Enfin, de nouvelles ailettes ont été placées sous les rétroviseurs, alors rehaussés, afin de ne plus perturber l’efficacité des dispositifs aérodynamiques situés sur le bord d’attaque des pontons et augmenter l'appui,.
À l'instar de McLaren, Renault a modifié la structure déformable à l'arrière de sa R.S.16. La petite ailette arrière dispose désormais de plusieurs volets superposés, afin d'améliorer l'interaction entre le jet d'échappement et l’air issu de l'aileron arrière. Ce procédé a en outre été perfectionné par l'ajout d'un monkey-seat, qui améliore également l'équilibre de la R.S.16.
Enfin, Manor Racing installe de nouveaux supports de caméras fixés sur le nez de la MRT05 afin de les éloigner de la carrosserie et mieux diriger le flux d'air. La base du support de caméra agit comme une ailette en canard, structurant le flux d’air et facilitant son écoulement.

## Essais libres

### Première séance, le vendredi de 10 h à 11 h 30
| Pos. | Pilote           | Voiture            | Chrono         | Écart     |
| ---- | ---------------- | ------------------ | -------------- | --------- |
| 1    | Lewis Hamilton   | Mercedes           | 1 min 21 s 347 |           |
| 2    | Nico Rosberg     | Mercedes           | 1 min 21 s 584 | + 0 s 237 |
| 3    | Sebastian Vettel | Ferrari            | 1 min 22 s 991 | + 1 s 644 |
| 4    | Kimi Räikkönen   | Ferrari            | 1 min 23 s 082 | + 1 s 735 |
| 5    | Daniel Ricciardo | Red Bull-TAG Heuer | 1 min 23 s 174 | + 1 s 827 |
| 6    | Max Verstappen   | Red Bull-TAG Heuer | 1 min 23 s 457 | + 2 s 110 |

Il fait beau sur Budapest au départ de la première séance d'essais libres, la température ambiante est de 21 °C et la piste est à 26 °C. Celle-ci est cependant humidifiée par les orages de la nuit et les pilotes bouclent leur tour d'installation avec des pneus intermédiaires. Après vingt-cinq minutes, Fernando Alonso et Valtteri Bottas sont les premiers à chausser les pneus pour piste sèche, le Finlandais fixant le temps de référence en 1 min 28 s 748, amélioré par l'Espagnol en 1 min 26 s 821. Le pilote Williams reprend vite la tête en 1 min 26 s 711. Lewis Hamilton boucle ensuite le meilleur temps en 1 min 26 s 106, amélioré de près de deux secondes par Nico Rosberg puis de deux dixièmes par le Britannique,.
La piste s'asséchant, Rosberg chausse les gommes tendres et reprend la tête en 1 min 22 s 822 après 35 minutes. Cinq minutes plus tard, tous les pilotes changent de pneumatiques pour rendre un train à Pirelli alors qu'Esteban Ocon (Renault) se fait remarquer en sortant à plusieurs reprises des limites de la piste. Rosberg s'équipe désormais des pneus super-tendres et améliore son meilleur temps en 1 min 21 s 584 avant qu'Hamilton, qui a chaussé le même type de gommes, ne se place en haut de la feuille des temps en 1 min 21 s 347, quatre secondes de moins que la meilleure performance établie lors des premiers essais de la précédente édition du Grand Prix,.
Les pilotes entament ensuite de longs relais pour évaluer le comportement des pneumatiques sur un circuit hongrois très agressif sur les forces longitudinales et la dégradation des gommes. Ainsi, à près de trente minutes du drapeau à damiers, Alonso part en tête-à-queue au dernier virage, tout comme Sebastian Vettel, Jenson Button et Charles Leclerc, le seul en pneus medium, à la relance au milieu du premier virage. Vettel prend le troisième temps à 1,6 seconde d'Hamilton, devant les Red Bull RB12 bardées d'instruments de mesure de Daniel Ricciardo et Max Verstappen alors que Force India se concentre sur les performances des gommes tendres et super-tendres. La fin de séance est marquée par un problème technique sur la Renault R.S.16 de Jolyon Palmer,.
- Esteban Ocon, pilote-essayeur chez Renault F1 Team, remplace Kevin Magnussen lors de cette séance d'essais.
- Charles Leclerc, pilote-essayeur chez Haas F1 Team, remplace Esteban Gutiérrez lors de cette séance d'essais.

### Deuxième séance, le vendredi de 14 h à 15 h 30
| Pos. | Pilote           | Voiture            | Chrono         | Écart     |
| ---- | ---------------- | ------------------ | -------------- | --------- |
| 1    | Nico Rosberg     | Mercedes           | 1 min 20 s 435 |           |
| 2    | Daniel Ricciardo | Red Bull-TAG Heuer | 1 min 21 s 030 | + 0 s 595 |
| 3    | Sebastian Vettel | Ferrari            | 1 min 21 s 348 | + 0 s 913 |
| 4    | Max Verstappen   | Red Bull-TAG Heuer | 1 min 21 s 770 | + 1 s 335 |
| 5    | Lewis Hamilton   | Mercedes           | 1 min 21 s 960 | + 1 s 525 |
| 6    | Kimi Räikkönen   | Ferrari            | 1 min 22 s 058 | + 1 s 623 |

Le soleil brille sur le Hungaroring ; la température de l'air est de 27 °C et la piste est à 45 °C à l'entame de la deuxième séance d'essais libres pour laquelle Fernando Alonso a changé son moteur Honda. Après quelques minutes, Romain Grosjean (Haas) réalise le temps de référence en 1 min 24 s 524, rapidement battu par Kimi Räikkönen en 1 min 23 s 218 puis par Nico Rosberg en 1 min 21 s 961 et par Lewis Hamilton pour un millième de seconde,.
Au bout de quinze minutes, Hamilton perd le contrôle de l'arrière de sa Mercedes AMG F1 W07 Hybrid dans le virage no 11 et écrase le côté gauche de sa voiture dans le mur de pneus. Le drapeau rouge interrompt la séance le temps que les commissaires de piste réinstallent les protections ; le Britannique, qui réussit à repartir à vitesse réduite vers son garage, est envoyé au centre médical du circuit et en ressort peu après la reprise de la séance, huit minutes après son accident. Sa monoplace, endommagée au niveau des déflecteurs et du fond plat, est vérifiée par les mécaniciens de l'écurie allemande, empêchant Hamilton de reprendre la séance. Rosberg améliore le meilleur temps d'un millième de seconde puis tourne en 1 min 20 s 435 après avoir chaussé les gommes super-tendres au tiers de la session,.
Alors qu'aucun pilote n'est en mesure de concurrencer l'Allemand, certains se plaignent de leur monoplace pendant leurs long relais. Grosjean évoque à la radio un problème de freins à l'arrière de sa Haas VF-16, tout comme Valtteri Bottas qui souffre de survirage. Alonso, qui a endommagé le fond plat de sa McLaren MP4-31 en montant sur un vibreur (comme Felipe Massa), repart à vingt-cinq minutes du drapeau à damier, imitant Jolyon Palmer, dont la monoplace a souffert d'un problème d'alimentation en essence lors de la matinée. La fin de séance est marquée par l'immobilisation de la Toro Rosso STR11 de Carlos Sainz Jr., victime d'une panne d'essence, tandis que Kevin Magnussen et Felipe Nasr (arrêté par un problème hydraulique) ratent leur freinage au virage no 2,.

### Troisième séance, le samedi de 11 h à 12 h
| Pos. | Pilote           | Voiture            | Chrono         | Écart     |
| ---- | ---------------- | ------------------ | -------------- | --------- |
| 1    | Nico Rosberg     | Mercedes           | 1 min 20 s 261 |           |
| 2    | Max Verstappen   | Red Bull-TAG Heuer | 1 min 20 s 263 | + 0 s 002 |
| 3    | Daniel Ricciardo | Red Bull-TAG Heuer | 1 min 20 s 726 | + 0 s 465 |
| 4    | Lewis Hamilton   | Mercedes           | 1 min 20 s 769 | + 0 s 508 |
| 5    | Kimi Räikkönen   | Ferrari            | 1 min 20 s 859 | + 0 s 598 |
| 6    | Sebastian Vettel | Ferrari            | 1 min 21 s 185 | + 0 s 924 |

La dernière séance d'essais libres se dispute sous un ciel nuageux laissant passer quelques éclaircies. Valtteri Bottas, Sebastian Vettel et Kimi Räikkönen disposent, pour cette session, d'un nouveau fond plat. Les pilotes rejoignent la piste dès le début de la séance, sauf les pilotes Renault qui ne s'élancent qu'en fin de séance, faute de trains de pneus suffisants. Pascal Wehrlein (Manor) réalise le temps de référence en 1 min 25 901, amélioré par son équipier Rio Haryanto en 1 min 24 s 272. Lewis Hamilton, malgré un blocage en fin de tour, s'empare ensuite du meilleur temps en 1 min 21 s 441 avec une monoplace équipée d'un nouveau baquet alors que Daniel Ricciardo améliore ce temps de quatre dixièmes de seconde. Pour son premier tour rapide, Nico Rosberg évolue en 1 min 20 s 811 puis en 1 min 20 s 547,.
À la mi-séance, Max Verstappen réalise le troisième temps provisoire, à quatre dixièmes de seconde de Rosberg, tandis que Daniel Ricciardo se rapproche à deux dixièmes de seconde du pilote allemand. Hamilton s'arrête à son garage où il se plaint d'une surchauffe et d'un manque d'équilibre de sa Mercedes. Dix minutes avant la fin de séance, la plupart des pilotes chaussent des gommes neuves, comme Rosberg, qui améliore en 1 min 20 s 261 et Verstappen qui le suit à deux millièmes de seconde alors qu'Hamilton, qui a du mal à faire un tour propre, sort de la piste au virage no 4,.

## Séance de qualifications

### Résultats des qualifications

#### Séance Q1
Une heure avant les qualifications, la pluie s'abat intensément sur le Hungaroring, ce qui entraîne un report de vingt minutes de la première session qui doit être lancée à 14 h 20. À cette heure, tous les pilotes sortent immédiatement en pneus pluie mais une forte averse survient au moment où ils entament leurs tours rapides, ce qui provoque l'interruption de la session sur drapeau rouge après seulement cinq minutes d'une séance menée par Sergio Pérez et Nico Hülkenberg. Les pilotes repartent à 14 h 40 sur une piste humide. Max Verstappen prend le meilleur temps quand Marcus Ericsson encastre sa Sauber C35 dans le mur de pneus du virage no 10, entraînant une nouvelle interruption de la session après quatre minutes. La voiture médicale le conduit jusqu'à son stand alors que les pilotes sortent de leurs garages, obligeant Carlos Sainz Jr. à faire un travers pour l'éviter,.
La séance reprend neuf minutes plus tard. Sebastian Vettel, Daniel Ricciardo et Verstappen chaussent les gommes intermédiaires. Lewis Hamilton, qui conserve les pneus pluie, manque d'adhérence et sort de la piste alors qu'il avait établi le meilleur temps dans le premier secteur. Peu après, Felipe Massa perd le contrôle de sa Williams FW38 en montant sur le vibreur du virage no 4, détruit son aileron arrière et son train avant gauche, ce qui provoque une nouvelle interruption de la séance. À 15 h 09, la session reprend pour un peu plus de cinq minutes. Hamilton réalise le meilleur temps de la séance, auparavant détenu par Felipe Nasr, mais est rapidement devancé par Nico Rosberg. Quelques instants plus tard, Rio Haryanto accidente sa Manor MRT05 à quelques mètres du lieu de l'accident d'Ericsson, mettant fin à la séance. Les six pilotes éliminés sont Jolyon Palmer, Massa, Kevin Magnussen, Ericsson, Pascal Wehrlein et Haryanto,.

#### Séance Q2
La piste s'asséchant rapidement, les pilotes chaussent les intermédiaires. Sebastian Vettel réalise le temps de référence en 1 min 34 s 137, successivement amélioré par Carlos Sainz Jr., Romain Grosjean, Nico Rosberg, Lewis Hamilton, Daniel Ricciardo puis à nouveau Hamilton. Valtteri Bottas fait le pari payant de rouler en super-tendres et améliore, en 1 min 30 s 647. Le pilote Williams est imité par l'ensemble de ses concurrents qui améliorent considérablement leur temps, notamment Fernando Alonso, alors que la fin de séance approche. Kimi Räikkönen échoue à se qualifier pour la dernière session de qualifications alors qu'il menait la séance une minute plus tôt. Hamilton et Ricciardo se qualifient de justesse ; Max Verstappen réalise le meilleur temps. Les six pilotes éliminés sont Romain Grosjean, Daniil Kvyat, Sergio Pérez, Räikkönen, Esteban Gutiérrez et Felipe Nasr,.

#### Séance Q3
Pour la dernière partie de qualifications, les pilotes retrouvent les conditions de piste rencontrées lors des essais libres. Nico Rosberg, le premier en piste, tourne en 1 min 20 s 499, temps amélioré de près de quatre dixièmes de seconde par Lewis Hamilton. L'Allemand réduit son retard à un dixième de seconde alors que Daniel Ricciardo est à moins de deux dixièmes des pilotes Mercedes après s'être fait peur en passant sur une flaque d'eau au tour précédent. Peu avant la fin de la séance, Fernando Alonso sort de la piste, provoquant une brève agitation du drapeau jaune. Si Hamilton a interrompu son tour rapide, ce n'est pas le cas de son équipier, qui obtient la pole position en 1 min 19 s 965. Convoqué par les commissaires de course pour n'avoir pas suffisamment ralenti sous le drapeau jaune, il conserve toutefois sa première place sur la grille,.

### Grille de départ
| Pos.                                                                                      | Pilote            | Écurie               | Qualifications 1 | Qualifications 2 | Qualifications 3 |
| ----------------------------------------------------------------------------------------- | ----------------- | -------------------- | ---------------- | ---------------- | ---------------- |
| 1                                                                                         | Nico Rosberg      | Mercedes             | 1 min 33 s 302   | 1 min 22 s 806   | 1 min 19 s 965   |
| 2                                                                                         | Lewis Hamilton    | Mercedes             | 1 min 34 s 210   | 1 min 24 s 836   | 1 min 20 s 108   |
| 3                                                                                         | Daniel Ricciardo  | Red Bull-TAG Heuer   | 1 min 39 s 968   | 1 min 23 s 234   | 1 min 20 s 280   |
| 4                                                                                         | Max Verstappen    | Red Bull-TAG Heuer   | 1 min 40 s 424   | 1 min 22 s 260   | 1 min 20 s 557   |
| 5                                                                                         | Sebastian Vettel  | Ferrari              | 1 min 35 s 718   | 1 min 24 s 082   | 1 min 20 s 874   |
| 6                                                                                         | Carlos Sainz Jr.  | Toro Rosso-Ferrari   | 1 min 36 s 115   | 1 min 24 s 734   | 1 min 21 s 131   |
| 7                                                                                         | Fernando Alonso   | McLaren-Honda        | 1 min 35 s 165   | 1 min 23 s 816   | 1 min 21 s 211   |
| 8                                                                                         | Jenson Button     | McLaren-Honda        | 1 min 37 s 983   | 1 min 24 s 456   | 1 min 21 s 597   |
| 9                                                                                         | Nico Hülkenberg   | Force India-Mercedes | 1 min 41 s 471   | 1 min 23 s 901   | 1 min 21 s 823   |
| 10                                                                                        | Valtteri Bottas   | Williams-Mercedes    | 1 min 42 s 758   | 1 min 24 s 506   | 1 min 22 s 182   |
| 11                                                                                        | Romain Grosjean   | Haas-Ferrari         | 1 min 35 s 906   | 1 min 24 s 941   |                  |
| 12                                                                                        | Daniil Kvyat      | Toro Rosso-Ferrari   | 1 min 36 s 714   | 1 min 25 s 301   |                  |
| 13                                                                                        | Sergio Pérez      | Force India-Mercedes | 1 min 41 s 411   | 1 min 25 s 416   |                  |
| 14                                                                                        | Kimi Räikkönen    | Ferrari              | 1 min 36 s 853   | 1 min 25 s 435   |                  |
| 15                                                                                        | Esteban Gutiérrez | Haas-Ferrari         | 1 min 38 s 959   | 1 min 26 s 189   |                  |
| 16                                                                                        | Felipe Nasr       | Sauber-Ferrari       | 1 min 37 s 772   | 1 min 43 s 999   |                  |
| Temps minimal à réaliser pour la qualification : 1 min 39 s 833 (107 % de 1 min 33 s 302) |                   |                      |                  |                  |                  |
| Nq.                                                                                       | Jolyon Palmer     | Renault              | 1 min 43 s 965   |                  |                  |
| Nq.                                                                                       | Felipe Massa      | Williams-Mercedes    | 1 min 43 s 999   |                  |                  |
| Nq.                                                                                       | Kevin Magnussen   | Renault              | 1 min 44 s 543   |                  |                  |
| Nq.                                                                                       | Marcus Ericsson   | Sauber-Ferrari       | 1 min 46 s 984   |                  |                  |
| Nq.                                                                                       | Pascal Wehrlein   | Manor-Mercedes       | 1 min 47 s 343   |                  |                  |
| Nq.                                                                                       | Rio Haryanto      | Manor-Mercedes       | 1 min 50 s 189   |                  |                  |

- Daniel Ricciardo, Max Verstappen, Sergio Pérez, Nico Hülkenberg et Valtteri Bottas, classés de la onzième à la quinzième place en Q1, sont au-delà de la limite des 107 % du meilleur temps de la session du temps réalisé par Nico Rosberg. En vertu de l'article 31.1 du règlement sportif, ces pilotes, non qualifiés, auraient dû être repêchés par le collège des commissaires, ce qui aurait provoqué leur déclassement sur la grille de départ. Les commissaires décident d'appliquer l'article 35.2 du règlement sportif « en raison des circonstances exceptionnelles durant les qualifications » (une violente averse et quatre interruptions au drapeau rouge)[52],[53],[54].
- Pour les mêmes raisons, les six pilotes éliminés en Q1, eux aussi au-delà de la limite des 107 %, sont autorisés à prendre le départ de la dix-septième à la vingt-deuxième place sur la grille[52].
- Rio Haryanto est pénalisé d'un recul de cinq places après le changement de sa boîte de vitesses[55].
- Marcus Ericsson doit prendre le départ depuis la voie des stands à la suite du changement de sa cellule de survie[55].

## Course

### Déroulement de l'épreuve
Il fait beau et chaud sur le Hungaroring où la température de l'air est de 28 °C et la piste à 52 °C. Marcus Ericsson ayant changé de châssis après son accident en qualifications s'élance depuis la voie des stands. De son côté, Felipe Massa change de colonne de direction sur sa Williams FW38, celle-ci étant devenue inutilisable après son accident de la veille. Lewis Hamilton prend un bon départ et la tête à la sortie du premier virage où Nico Rosberg rétrograde brièvement en quatrième position derrière Daniel Ricciardo et Max Verstappen. À l'issue du premier tour, Sebastian Vettel est cinquième, devant Fernando Alonso, Carlos Sainz Jr., Valtteri Bottas, Jenson Button et Nico Hülkenberg. Les cinq premiers de la course maintiennent un écart entre eux d'une seconde en début d'épreuve,.
Au cinquième tour, alors que Bottas attaque Button pour le gain de la huitième place, ce dernier perd beaucoup de vitesse et se retrouve dernier à cause d'une pédale de frein bloquée et d'un manque de pression hydraulique. À la radio, alors que son ingénieur lui demande de rester en piste, le Britannique répond ironiquement que sa course sera « très amusante ». Il rentre aux stands à la fin du septième tour et écope d'un drive-through pour avoir reçu des instructions radio non autorisées, une sanction critiquée par l'intéressé qui considère que ce message concernait sa sécurité. Plus haut dans le peloton, les pilotes Mercedes accélèrent et ne sont plus talonnés par les pilotes Red Bull qui ne peuvent suivre leur rythme,.
Au bout de quatorze passages, Vettel change ses pneumatiques super-tendres pour des gommes tendres, imité par Ricciardo au tour suivant. Verstappen s'arrête au seizième tour, perd du temps au stand, et ressort derrière Vettel et Räikkönen qu'il attaque alors fougueusement. Hamilton, qui s'est s'arrêté en même temps que Verstappen, laisse la tête à Rosberg qui la conserve jusqu'à son arrêt au tour suivant. Ricciardo efface ensuite progressivement son retard de moitié sur Rosberg, lui-même à moins d'une seconde de son équipier qui se montre moins performant avec les gommes tendres. Son ingénieur demande au Britannique d'accélérer le rythme. Daniil Kvyat, dix-neuvième, reçoit une pénalité de cinq secondes pour avoir dépassé la limitation de vitesse dans la voie des stands,.
À la fin du trente-troisième tour, Ricciardo, dont les pneus se dégradent, s'arrête pour chausser un second train de gommes tendres, ce qui lui permet de se rapprocher de Hamilton et Rosberg, englués dans le trafic, mais ces derniers regagnent rapidement du terrain. Verstappen reçoit un avertissement pour être sorti de la piste au virage no 11, comme Vettel quelques boucles plus tôt. Au quarantième tour, Hamilton s'arrête, suivi par Rosberg au tour suivant. Dans le même temps, Jolyon Palmer dépasse Nico Hülkenberg pour la onzième place grâce à un arrêt au stand plus rapide. Sergio Pérez, dixième, s'arrête au tour suivant mais ses mécaniciens ne sont pas prêts ; le pilote Force India perd dix secondes en attendant que son équipe commence à changer ses pneumatiques et repart quatorzième. Au quarante-sixième tour, Kvyat, désormais dixième, observe son second arrêt et sa pénalité ; il repart quinzième,.
Au cinquantième tour, alors que l'écart est faible entre Hamilton et Rosberg, Jolyon Palmer, dixième, part en tête-à-queue au virage no 4 et perd trois places. Verstappen reçoit un deuxième avertissement pour être sorti largement au-delà des limites de la piste. Rosberg revient à quatre dixièmes de seconde de son équipier bloqué par Esteban Gutiérrez à qui il tente de prendre un tour. Le Britannique manifeste son mécontentement par un geste d'humeur adressé au Mexicain pénalisé de cinq secondes pour ignorer les drapeaux bleus. Räikkönen, qui a chaussé les pneus super-tendres, tente de dépasser Verstappen dans le deuxième virage pour le gain de la quatrième place mais heurte avec son aileron avant la Red Bull RB12 du Néerlandais qui a changé de direction à plusieurs reprises pour le contrer. À dix tours de l'arrivée, Button, dix-neuvième, abandonne à cause d'une fuite d'huile,.
Hamilton, qui a résisté à la pression de Rosberg, remporte son cinquième Grand Prix de Hongrie et devient le détenteur du record de victoires au Hungaroring. Rosberg et Ricciardo, pourtant menacé par Vettel en fin de course, complètent le podium ; suivent Verstappen, Räikkönen, Alonso, Sainz, Bottas et Hülkenberg. Ce cinquième succès de la saison d'Hamilton lui permet de prendre la tête du championnat du monde des pilotes avec six points d'avance sur son équipier,.

### Classement de la course
| Pos. | no | Pilote            | Écurie               | Tours | Temps/Abandon                          | Grille  | Points |
| ---- | -- | ----------------- | -------------------- | ----- | -------------------------------------- | ------- | ------ |
| 1    | 44 | Lewis Hamilton    | Mercedes             | 70    | 1 h 40 min 30 s 115 (183,059 km/h)     | 2       | 25     |
| 2    | 6  | Nico Rosberg      | Mercedes             | 70    | + 1 s 977                              | 1       | 18     |
| 3    | 3  | Daniel Ricciardo  | Red Bull-TAG Heuer   | 70    | + 27 s 539                             | 3       | 15     |
| 4    | 5  | Sebastian Vettel  | Ferrari              | 70    | + 28 s 213                             | 5       | 12     |
| 5    | 33 | Max Verstappen    | Red Bull-TAG Heuer   | 70    | + 48 s 659                             | 4       | 10     |
| 6    | 7  | Kimi Räikkönen    | Ferrari              | 70    | + 49 s 044                             | 14      | 8      |
| 7    | 14 | Fernando Alonso   | McLaren-Honda        | 69    | + 1 tour                               | 7       | 6      |
| 8    | 55 | Carlos Sainz Jr.  | Toro Rosso-Ferrari   | 69    | + 1 tour                               | 6       | 4      |
| 9    | 77 | Valtteri Bottas   | Williams-Mercedes    | 69    | + 1 tour                               | 10      | 2      |
| 10   | 27 | Nico Hülkenberg   | Force India-Mercedes | 69    | + 1 tour                               | 9       | 1      |
| 11   | 11 | Sergio Pérez      | Force India-Mercedes | 69    | + 1 tour                               | 13      |        |
| 12   | 30 | Jolyon Palmer     | Renault              | 69    | + 1 tour                               | 17      |        |
| 13   | 21 | Esteban Gutiérrez | Haas-Ferrari         | 69    | + 1 tour (dont 5 secondes de pénalité) | 15      |        |
| 14   | 8  | Romain Grosjean   | Haas-Ferrari         | 69    | + 1 tour                               | 11      |        |
| 15   | 20 | Kevin Magnussen   | Renault              | 69    | + 1 tour                               | 19      |        |
| 16   | 26 | Daniil Kvyat      | Toro Rosso-Ferrari   | 69    | + 1 tour                               | 12      |        |
| 17   | 12 | Felipe Nasr       | Sauber-Ferrari       | 69    | + 1 tour                               | 16      |        |
| 18   | 19 | Felipe Massa      | Williams-Mercedes    | 68    | + 2 tours                              | 18      |        |
| 19   | 94 | Pascal Wehrlein   | Manor-Mercedes       | 68    | + 2 tours                              | 20      |        |
| 20   | 9  | Marcus Ericsson   | Sauber-Ferrari       | 68    | + 2 tours                              | pitlane |        |
| 21   | 88 | Rio Haryanto      | Manor-Mercedes       | 68    | + 2 tours                              | 21      |        |
| Abd. | 22 | Jenson Button     | McLaren-Honda        | 60    | Fuite d'huile                          | 8       |        |

### Pole position et record du tour
Nico Rosberg réalise en Grande-Bretagne la vingt-sixième pole position de sa carrière. Cette pole position est la soixante-troisième de l'écurie Mercedes Grand Prix et la cent-quarante-sixième pour Mercedes en tant que motoriste.
Kimi Räikkönen réalise le quarante-troisième meilleur tour en course de sa carrière, le vingtième pour le compte de Ferrari. C'est le deux-cent-trente-quatrième meilleur tour en course signé par Ferrari et le deux-cent-trente-huitième en tant que motoriste.
- Pole position :  Nico Rosberg (Mercedes) en 1 min 19 s 965 (197,231 km/h)[64].
- Meilleur tour en course :  Kimi Räikkönen (Ferrari) en 1 min 23 s 086 (189,823 km/h) au cinquante-deuxième tour[65].

### Tours en tête
Après avoir pris la tête au premier virage, Lewis Hamilton ne laisse les commandes de la course à Nico Rosberg que dans les intervalles séparant ses deux arrêts au stand des deux changements de gommes de son coéquipier.
- Lewis Hamilton : 66 tours (1-15 / 18-40 / 43-70)[66]
- Nico Rosberg : 4 tours (16-17 / 41-42)

## Après-course

### Écuries sur le podium
Victorieux en Hongrie, Lewis Hamilton a dépassé Nico Rosberg au départ et n'a plus été inquiété par le pilote allemand : « Le départ a été crucial, j'ai pris un bon envol et j'avais une des Red Bull à l'intérieur. Préserver les pneus dans ces conditions était vraiment dur donc je suis ravi d'y être parvenu ». S'il ne tient pas rigueur à Esteban Gutiérrez de l'avoir gêné en fin de course, malgré son doigt d'honneur, le Britannique s'est fait remarquer par sa discussion avec Charlie Whiting concernant la pole position litigieuse de Rosberg, effectuée sous double drapeau jaune. Il dément cependant être à l'origine de l'investigation menée par les commissaires de course et dit avoir demandé une clarification concernant la règlementation du double drapeau jaune, estimant que la manœuvre de Rosberg envoie un mauvais message aux pilotes des formules de promotion. La direction de Mercedes Grand Prix regrette néanmoins l'initiative de Hamilton,,. Rosberg, deuxième, a perdu la tête du championnat des pilotes mais reste confiant : « Aujourd'hui tout s’est joué au départ. J'ai perdu du temps et, au premier virage, il y avait Daniel à l'extérieur et Lewis à l'intérieur, heureusement j'ai pu repasser Daniel au deuxième virage et ensuite, j'ai voulu mettre le maximum de pression sur Lewis mais je n'ai rien pu faire. C'est très serré, la saison a été bonne pour nous jusqu'ici. Comme je le dis toujours, je ne compte pas les points, je cherche à gagner les courses et c'est ce que je voulais aujourd'hui mais ça n’a pas fonctionné car j'ai perdu la course dans le premier virage. Je chercherai de nouveau à gagner à Hockenheim ». Toto Wolff, le directeur de l'écurie, salue la sportivité de ses pilotes en début de course et rejette les allégations affirmant que Hamilton a ralenti en début de course pour que Daniel Ricciardo revienne sur Rosberg, expliquant que son pilote a dû gérer ses pneumatiques.
Red Bull Racing place ses pilotes en troisième et cinquième positions. Daniel Ricciardo, qui se hisse à la troisième place du championnat des pilotes, estime que son résultat était le « meilleur possible », compte tenu du rythme des pilotes Mercedes : « J'avais besoin d'un bon dimanche personnellement, les vendredis et samedis continuent à être bons mais depuis Barcelone et Monaco je n'étais pas satisfait après le dimanche. C'était donc important de faire un weekend parfait, avec un podium ici. La troisième place est la cerise sur le gâteau ». Max Verstappen, cinquième, permet à Red Bull de revenir à un point de la Scuderia Ferrari qui occupe la deuxième place du championnat des constructeurs. Le Néerlandais, quatrième en début de course, a touché Sebastian Vettel puis a été bloqué par Kimi Räikkönen qui a essayé de le dépasser ensuite en fin de course : « J'avais le rythme pour être sur le podium aujourd'hui. J'ai senti que mon départ était bon et je me suis rapproché de Lewis au premier virage mais ensuite je n'avais pas la place et je n'ai pas pu freiner tard [...] Concernant ma bagarre avec Kimi, j'ai tout simplement protégé ma position. Je me suis vraiment battu et je me suis juste assuré de ne pas faire un blocage ou une erreur. Je pense n’avoir bougé qu'une fois. Ce serait étrange d’être pénalisé. Il a été optimiste en voulant passer à l'intérieur, il a été surpris que je me défende, il a bloqué ses roues et a percuté l'arrière de ma voiture peut-être juste mon pneu. Ce sont des choses qui arrivent. J'étais cinquième avec personne devant, je n'avais qu'à me concentrer sur lui et je faisais simplement ma course »,.

### Écuries dans les points
Quatrième de l'épreuve, Sebastian Vettel a échoué à dépasser Daniel Ricciardo en fin de course malgré des gommes plus fraîches et s'est montré agacé par le non-respect des drapeaux bleus par des retardataires : « Avec une meilleure position hier, je pense que nous aurions pu finir troisième sans le moindre problème. Nous ne sommes pas satisfaits de finir quatrième, parce que nous devons gagner, nous devons progresser ici et là mais je pense que l'écart avec Mercedes n'est pas aussi gros qu'on pourrait le croire. Ils ont l'air de mieux gérer les pneus et ça fait un gros écart sur plusieurs tours ». Sixième après être parti quatorzième, la prestation de Kimi Räikkönen se résume à une lutte intense contre Max Verstappen dont il critique l'agressivité en piste : « Concernant la bataille avec Max, ce n'est pas à moi de décider mais je pense que ses manœuvres sont discutables. La première fois il a commencé à se déplacer à la droite et je suis allé à gauche mais il y est allé aussi, donc j'ai dû tenter de l'éviter parce que je l'ai percuté violemment à l'arrière et j'ai perdu mon aileron avant, ce qui n'a pas facilité les choses pour l'attaquer à nouveau. Ensuite, à chaque fois que je réussissais à faire une manœuvre et que j'allais quelque part, il décidait de tourner après, et à ce moment-là je n'avais nulle part où aller. Ce n'est pas à moi de déterminer s'il a été correct ou pas mais j'ai vu des gens pénalisés pour beaucoup moins que ça »,. Le Finlandais se montre également très critique envers les décisions prises par les commissaires de course tout au long du weekend, notamment lors des qualifications, où Ricciardo, Verstappen, Pérez, Hülkenberg et Bottas, classés de la onzième à la quinzième place en Q1, étaient au-delà de la limite des 107 % mais ont pu continuer en Q2, arguant que « cela ne sert à rien d'avoir des règles si on ne les applique pas tout le temps pour tout le monde ».
Grâce à sa septième place, Fernando Alonso marque ses premiers points depuis le Grand Prix de Monaco. Un temps en lutte avec Carlos Sainz Jr., l'Espagnol avoue s'être ennuyé : « C'est dommage que nous n'ayons pas pu faire mieux cet après-midi mais je pense que nous étions les meilleurs des autres aujourd'hui. Mercedes, Red Bull et Ferrari sont hors de portée pour tout le monde pour le moment, ils sont à un autre niveau, donc dans l'autre mini-championnat dans lequel nous sommes, nous avons été assez rapides et je sens que nous avons fait le maximum que nous pouvions aujourd'hui. Il ne s'est pas passé grand chose en course. Pour nous, c'était un peu un après-midi ennuyeux par moments, pas le show habituel du Hungaroring ». Dans l'autre McLaren, Jenson Button, victime d'un problème persistant de sous-virage, essuie le seul abandon du Grand Prix. Il ne comprend pas sa pénalisation en raison de l'instruction de son ingénieur de piste lui recommandant de ne pas changer de rapport alors qu'un capteur bloquait sa pédale de frein en bas : « Je comprends totalement que les pilotes ne doivent pas recevoir d'informations qui aident à piloter, nous devrions être en mesure de faire ce travail nous même et j'aime ce défi. Mais quand c'est un problème lié à la sécurité, je ne pense pas que nous devrions être pénalisés pour éviter un accident, comme ça a été le cas aujourd'hui. Avec un groupe propulseur si complexe, un pilote ne peut pas régler ça tout seul »,.
Malgré des essais libres laborieux, Carlos Sainz Jr., sixième sur la grille, ramène les points de la huitième place pour la Scuderia Toro Rosso. Il n'a cependant pas pu se battre avec Alonso dans la deuxième moitié du Grand Prix : « Je me suis battu pendant toute la course, ce qui était surprenant, car vendredi nous n'étions nulle part. Nous avons réussi à garder le rythme très solide vu en qualifications. Les McLaren démarrent comme des fusées donc je n'ai pas pu me défendre. C’était une course assez ennuyeuse, mais solide, donc je suis content. Je croyais que j'allais regarder les rétroviseurs toute la course et finalement j'ai regardé l'arrière de Fernando tout le temps. Garder les Williams sous contrôle était une surprise ». Ayant patiné au départ, Daniil Kvyat, qualifié douzième, se retrouve un temps vingtième et termine seizième : « Malheureusement, c'est l'une des pires courses de ma carrière. J'ai pris un mauvais départ car j'ai patiné et les réglages n’étaient pas bons, ce qui a compromis toute la course. J'ai perdu plusieurs places, et c'était dur de revenir ».
Dixième des qualifications, Valtteri Bottas, qui marque les deux points de la neuvième place, estime qu'il s'agit du meilleur résultat possible compte-tenu de sa position de départ : « Le début de course était très bon. C'était important d'être devant Force India, et après nous nous en sommes tenus à notre plan. Les pneus super-tendres tenaient mieux que prévu et nous avons fait durer le premier relais un peu plus longtemps. Notre rythme en pneus tendres était plus ou moins celui que nous attendions, je crois que nous avons eu le maximum de points auxquels nous pouvions prétendre ». Felipe Massa, son équipier chez Williams, parti dix-huitième, finit à la même position, souffrant d'un souci de direction : « Nous avons tenté de résoudre le problème et nous n'avons pas pu le faire mais au moins nous avons amélioré la situation parce que le premier tour était impossible. Faire toute la course avec une direction lourde d'un côté et légère de l'autre était vraiment difficile. J'ai tenté de voir l'arrivée mais ce n’était pas le résultat que nous espérions ».
Avec un seul point marqué, grâce à Nico Hülkenberg, Force India ne laisse pas s'accroître son écart avec Williams, à vingt unités, pour la quatrième place du championnat des constructeurs. L'Allemand déclare : « Je ne suis pas très content car la course a été difficile. Je me suis retrouvé au mauvais endroit au départ et j'ai perdu une place, ce qui m’a compliqué la tâche. Le principal problème est survenu après le premier arrêt car je me suis retrouvé derrière Kvyat et Massa que je n'arrivais pas à doubler. C'est tellement dur de dépasser ici, dès qu'on se rapproche de la voiture on perd de l'appui et on détruit les pneus. J'ai perdu une place face à Palmer lors du deuxième arrêt car j'ai mal arrêté la voiture et les gars ont eu du mal à mettre les pneus ». Sergio Pérez, lui aussi en mesure de marquer des points, a vu ses espoirs réduits à néant après un cafouillage au second arrêt : « Nous avions prévu une course à un arrêt mais la performance n'était pas là en pneus médium et la voiture glissait. Nous avons décidé de passer à deux arrêts, l'équipe m'a appelé mais quand je suis arrivé dans l'allée des stands, il n'y avait personne. Je pense que c'était une simple erreur de communication entre le muret des stands et les mécaniciens, ce qui peut arriver parfois. C'est frustrant parce que ça m'a fait perdre du temps et la possibilité d'être dans les points ».

### Écuries hors des points
Renault observe son septième Grand Prix consécutif hors des points avec Jolyon Palmer et Kevin Magnussen terminant aux douzième et quinzième places. Palmer, parti seizième, était dans le rythme pour marquer son premier point en Formule 1, s'il n'était pas part en tête-à-queue : « J'avais un bon rythme et pensais pouvoir finir dixième, c'était à ma portée. Nous avions une bonne stratégie, nous avons fait de bons arrêts mais j'ai perdu le contrôle de la voiture sans trop savoir pourquoi. Je n'ai rien fait de différent. Il n'y avait rien avant, la voiture était bonne et je ne sais pas pourquoi, mais dès que j'ai tourné je l'ai perdue. C'est un désastre car j'étais dixième, nous n'avions plus d'arrêts à faire et j'avais un meilleur rythme que les gars de derrière. C'était la meilleure course de ma carrière mais j'ai fini en tête-à-queue. Je suis dégoûté, ça aurait dû être mon premier point en Formule 1 ». Magnussen, malgré sa quinzième place, estime que la Renault R.S.16 « se comportait définitivement mieux ce weekend » malgré son mauvais départ et le fait qu'il n'ait pu dépasser Esteban Gutiérrez et Romain Grosjean en fin de course.
Gutiérrez, treizième, a été pénalisé de cinq secondes ajoutées à son temps de course pour avoir ignoré les drapeaux bleus. Objet d'un geste d'humeur de la part d'Hamilton, il déclare : « Ce n'était pas très respectueux de sa part. Je lui ai déjà parlé par le passé. Je pense qu'il est respectueux, c'est le champion du monde, mais il ne devrait pas faire ce genre de choses. Il devrait respecter tous les concurrents. On ne sait jamais, peut-être qu'à l'avenir je me battrai pour un championnat face à lui, donc il doit respecter ça ». Le Mexicain assure en revanche qu'il cherchait l'endroit le plus sûr en piste pour laisser passer Hamilton et Rosberg. Son patron, Gunther Steiner, estime que le doigt d'honneur d'Hamilton a pesé dans la décision des commissaires à sanctionner Gutiérrez. L'autre Haas, pilotée par Grosjean, qui finit juste derrière son équipier, a été très difficile à piloter selon le Français qui a suivi une mauvaise stratégie de course : « Il n'y avait aucun équilibre. Après les qualifications, quelque chose ne s'est clairement pas passé comme prévu en course et nous avons eu des problèmes une nous n'aurions pas dû avoir. La voiture était beaucoup sur le nez à haute vitesse et j'avais un énorme sous-virage dans les virages lents. Nous devons nous assurer que toutes les cartographies sont bonnes ». Grosjean ajoute que laisser passer les leaders est un problème, arguant que cela oblige à sortir de la trajectoire et rouler sur les boulettes de gomme qu'il faut deux tours pour ôter,.
Felipe Nasr, sur Sauber, termine dix-septième après avoir été bloqué dans le trafic tout au long de l'épreuve. Marcus Ericsson, qui s'est élancé depuis la voie des stands, franchit l'arrivée en vingtième position. Tentant une stratégie à deux arrêts pour essayer de revenir dans le peloton, il a observé un arrêt supplémentaire en raison de la dégradation excessive des gommes super-tendres et n'a été en mesure que de lutter avec les pilotes Manor.
Manor Racing, dont les pilotes se sont qualifiés en dernière ligne, n'ont que peu amélioré leurs positions puisque Pascal Wehrlein finit dix-neuvième et Rio Haryanto vingt-et-unième et dernier, à deux tours d'Hamilton. L'Allemand confie que la piste ne convient pas à la Manor MRT05. Haryanto a tenté une stratégie à un seul arrêt qui n'a pas été fructueuse eu égard aux performances médiocres de sa monoplace.

## Classements généraux à l'issue de la course
| Pos. | Pilote            | Écurie               | Points |
| ---- | ----------------- | -------------------- | ------ |
| 1er  | Lewis Hamilton    | Mercedes             | 192    |
| 2    | Nico Rosberg      | Mercedes             | 186    |
| 3    | Daniel Ricciardo  | Red Bull-TAG Heuer   | 115    |
| 4    | Kimi Räikkönen    | Ferrari              | 114    |
| 5    | Sebastian Vettel  | Ferrari              | 110    |
| 6    | Max Verstappen    | Red Bull-TAG Heuer   | 100    |
| 7    | Valtteri Bottas   | Williams-Mercedes    | 56     |
| 8    | Sergio Pérez      | Force India-Mercedes | 47     |
| 9    | Felipe Massa      | Williams-Mercedes    | 38     |
| 10   | Carlos Sainz Jr.  | Toro Rosso-Ferrari   | 30     |
| 11   | Romain Grosjean   | Haas-Ferrari         | 28     |
| 12   | Nico Hülkenberg   | Force India-Mercedes | 27     |
| 13   | Fernando Alonso   | McLaren-Honda        | 24     |
| 14   | Daniil Kvyat      | Toro Rosso-Ferrari   | 23     |
| 15   | Jenson Button     | McLaren-Honda        | 13     |
| 16   | Kevin Magnussen   | Renault              | 6      |
| 17   | Stoffel Vandoorne | McLaren-Honda        | 1      |
| 18   | Pascal Wehrlein   | Manor-Mercedes       | 1      |

| Pos. | Écurie               | Points |
| ---- | -------------------- | ------ |
| 1er  | Mercedes             | 378    |
| 2    | Ferrari              | 224    |
| 3    | Red Bull-TAG Heuer   | 223    |
| 4    | Williams-Mercedes    | 94     |
| 5    | Force India-Mercedes | 74     |
| 6    | Toro Rosso-Ferrari   | 45     |
| 7    | McLaren-Honda        | 38     |
| 8    | Haas-Ferrari         | 28     |
| 9    | Renault              | 6      |
| 10   | Manor-Mercedes       | 1      |

## Statistiques
Le Grand Prix de Hongrie 2016 a permis d'assister à :
- la 26e pole position de Nico Rosberg[96] ;
- la 63e pole position de Mercedes en tant que constructeur[97] ;
- la 48e victoire de Lewis Hamilton, sa 5e en Hongrie[98] ;
- la 55e victoire de Mercedes en tant que constructeur[99] ;
- la 141e victoire de Mercedes en tant que motoriste[100] ;
- le 31e doublé de Mercedes en tant que constructeur[101].

Au cours de ce Grand Prix :
- Sebastian Vettel passe la barre des 2 000 points inscrits en Formule 1 (2 006 points)[102] ;
- Fernando Alonso passe la barre des 1 800 points inscrits en Formule 1 (1 802 points)[103] ;
- Lewis Hamilton devient le pilote qui a remporté le plus de fois le Grand Prix de Hongrie avec 5 victoires ; il devance désormais Michael Schumacher (4 victoires)[104] ;
- Kimi Räikkönen est élu « Pilote du jour » lors d'un vote organisé sur le site officiel de la Formule 1[105] ;
- Fernando Alonso se classe septième de chacune des trois séances d'essais libres, des qualifications et à l'arrivée de la course[106] ;
- Alan Jones (116 Grands Prix entre 1975 et 1986, champion du monde 1980, 12 victoires, 6 pole positions, 13 meilleurs tours et 24 podiums) est nommé assistant des commissaires de course pour ce Grand Prix[107].